# 코브라 카이
《코브라 카이》(영어: Cobra Kai)는 미국의 무예 코미디 드라마 스트리밍 텔레비전 시리즈이다. 베스트 키드 영화 시리즈 후속작이다. 이 시리즈는 조시 힐드, 존 허위츠, 헤이든 슐로스버그가 기획하였으며 랠프 마치오, 윌리엄 재브카가 주연으로 출연하였다.
이 시리즈는 유튜브와 넷플릭스에서 높은 시청수를 기록하였고 평론가들로부터 대체로 긍정 평가를 받았다. 첫 시즌은 2018년에서 유튜브 레드를 통해 시작했으며 두 번째 시즌은 2019년에 잇따랐다.
세 번째 시즌 제작이 완료된 이후 유튜브는 대본화된 오리지널 프로그래밍 제작 중단을 결정하였다. 넷플릭스가 2020년 6월 시리즈를 인수하여 2021년 1월 1일 시즌 3을 공개하였다.

## 출연

### 주요 인물
| 배역                     | 배우                 | 시즌      | 시즌 | 시즌 | 시즌 | 시즌 | 시즌 |
| 배역                     | 배우                 | 1         | 2    | 3    | 4    | 5    | 6    |
| ------------------------ | -------------------- | --------- | ---- | ---- | ---- | ---- | ---- |
| 대니얼 러루소            | 랠프 마치오          | 주연      | 주연 | 주연 | 주연 | 주연 | 주연 |
| 조니 로런스              | 윌리엄 재브카        | 주연      | 주연 | 주연 | 주연 | 주연 | 주연 |
| 어맨다 러루소            | 코트니 헹글러        | 주연      | 주연 | 주연 | 주연 | 주연 | 주연 |
| 미겔 디애즈              | 숄로 마리두에냐      | 주연      | 주연 | 주연 | 주연 | 주연 | 주연 |
| 로비 킨                  | 태너 뷰캐넌          | 주연      | 주연 | 주연 | 주연 | 주연 | 주연 |
| 서맨사 러루소            | 메리 마우저          | 주연      | 주연 | 주연 | 주연 | 주연 | 주연 |
| 일라이 "호크" 모스커위츠 | 제이컵 버트런드      | 조연      | 주연 | 주연 | 주연 | 주연 | 주연 |
| 디미트리 알렉소폴러스    | 지아니 디첸조        | 조연      | 주연 | 주연 | 주연 | 조연 | 주연 |
| 존 크리스                | 마틴 코브            | 특별 출연 | 주연 | 주연 | 주연 | 주연 | 주연 |
| 토리 니컬스              | 페이턴 리스트        |           | 조연 | 조연 | 주연 | 주연 | 주연 |
| 카먼 디애즈              | 버네사 루비오        | 조연      | 조연 | 조연 | 주연 | 주연 | 주연 |
| 테리 실버                | 토머스 이언 그리피스 |           |      |      | 주연 | 주연 |      |
| 케니 페인                | 댈러스 듀프리 영     |           |      |      | 조연 | 주연 | 주연 |

### 그 외
- 조 서 - 카일러 박 역 (시즌 1, 3-6)
- 애널리사 코크런 - 야즈민 역 (시즌 1, 3-6)
- 에드 애즈너 - 시드 와인버그 역 (시즌 1, 3)
- 디오라 베어드 - 섀넌 킨 역 역 (시즌 1-5)
- 켄 더비티언 - 아만드 저케리언 역 (시즌 1-3)
- 랜디 헬러 - 루실 러루소 역 (시즌 1-2, 4)
- 맷 볼렝기 - 라일 역 (시즌 1-3, 5-6)
- 폴 월터 하우저 - 레이먼드 "스팅레이" 포터 역 (시즌 2, 4-6)
- 에이딘 밍크스 - 미치 역 (시즌 2-6)
- 킴 필즈 - 샌드라 로빈슨 역 (시즌 2)
- 유지 오쿠모토 - 도구치 조젠 역 (시즌 3-6)
- 탬린 토미타 - 구미코 역 (시즌 3)
- 테리 서피코 - 조지 터너 대위 역 (시즌 3, 5)
- 엘리자베스 슈 - 앨리 밀스 역 (시즌 3)
- 우나 오브라이언 - 데번 리 역 (시즌 4-6)
- 캐리 언더우드 - 본인 역 (시즌 4)
- 얼리샤 해나김 - 김다은 역 (시즌 5-6)
- 숀 케이넌 - 마이크 반스 역 (시즌 5-6)
- 로빈 라이블리 - 제시카 앤드루스 역 (시즌 5)
- 서니 메이브리 - 엘리자베스앤 "리지앤" 루니 역 (시즌 5)
- 카르스텐 노르고르 - 귄터 브라운 역 (시즌 5-6)
- 타이론 우들리 - 오델/K.O. 사부 역 (시즌 5)
- 스티븐 톰프슨 - 모로조브 사부 역 (시즌 5)
- C. S. 리 - 김선영 역 (시즌 6)

## 에피소드
| 시즌 | 화수 | 화수 | 첫 공개일            | 첫 공개일            | 방송 주체       |
| ---- | ---- | ---- | -------------------- | -------------------- | --------------- |
| 1    | 10   | 10   | 2018년 5월 2일       | 2018년 5월 2일       | 유튜브 레드     |
| 2    | 10   | 10   | 2019년 4월 24일      | 2019년 4월 24일      | 유튜브 프리미엄 |
| 3    | 10   | 10   | 2021년 1월 1일       | 2021년 1월 1일       | 넷플릭스        |
| 4    | 10   | 10   | 2021년 12월 31일     | 2021년 12월 31일     | 넷플릭스        |
| 5    | 10   | 10   | 2022년 9월 9일       | 2022년 9월 9일       | 넷플릭스        |
| 6    | 15   | 5    | 2024년 7월 18일      | 2024년 7월 18일      | 넷플릭스        |
| 6    | 15   | 5    | 2024년 11월 15일     | 2024년 11월 15일     | 넷플릭스        |
| 6    | 15   | 5    | 2025년 2월 13일 예정 | 2025년 2월 13일 예정 | 넷플릭스        |

## 설정
이 작품 시리즈는 의외로 한국 태권도 역사를 배경으로 하고 있다.
작품 캐스팅 당시 가라테에 대해 알고 있던 5명 중 하나였던 인물이 팻 존슨이란 아메리칸 당수도 협회 회장이었고 무술 감독으로 선임됐었다.
그 영향인지 시리즈 내내 주요 악역 도장으로 나오는 코브라 카이는 일본계 가라테 도장이 아닌 미군 출신들이 베트남전에서 배워온 한국계 가라테 당수도로 설정돼있다. 
베트남전 당시 한국군은 태권도 교관들을 파견한 사실도 있으며 태권도는 완전히 통합이 된 상태가 아니었고 청도관과 군부에서 태권도라는 명칭을 밀고 있었으며 통상적으론 당수도, 공수도란 명칭을 혼용하고 있던 시기였다.
그때 당수도를 배운 참전 용사들이 미국에 당수도를 보급한 내용을 다루고 있다.
이는 베트남전 참전 미군들이 미국 태권도 보급에 일조했다는 내용과 일치하며 그 때문인지 코브라 카이 도복엔 태권도 패치가 붙어있고 태권도 품새를 한다던지 악역들을 한국계 미국인 혹은 태권도 선수나 사범을 캐스팅 하고 있다.

## 사운드트랙

### 시즌 1
전체 작곡: 리오 비런버그, 잭 로빈슨
| #            | 제목                           | 재생 시간 |
| ------------ | ------------------------------ | --------- |
| 1.           | 〈Awake the Snake〉            | 2:06      |
| 2.           | 〈Ace Degenerate〉             | 1:25      |
| 3.           | 〈Miyagi Memories〉            | 1:34      |
| 4.           | 〈Strike First〉               | 1:06      |
| 5.           | 〈Father and Son〉             | 0:38      |
| 6.           | 〈50th Anniversary〉           | 1:00      |
| 7.           | 〈The All-Valley Tournament〉  | 3:34      |
| 8.           | 〈A Badass Name for a Dojo〉   | 0:37      |
| 9.           | 〈Miyagi-Do〉                  | 1:52      |
| 10.          | 〈Slither〉                    | 1:53      |
| 11.          | 〈Cobra Guy〉                  | 0:49      |
| 12.          | 〈Balance〉                    | 1:03      |
| 13.          | 〈Speak Up, Lip〉              | 0:57      |
| 14.          | 〈Stone vs. Diaz〉             | 1:40      |
| 15.          | 〈Johnny's Story〉             | 2:28      |
| 16.          | 〈You Earned It〉              | 0:51      |
| 17.          | 〈Quiver〉                     | 1:08      |
| 18.          | 〈Venomous〉                   | 1:15      |
| 19.          | 〈Bonsai Lessons〉             | 1:50      |
| 20.          | 〈Ophidiophobia〉              | 2:16      |
| 21.          | 〈The Wrong Path〉             | 1:58      |
| 22.          | 〈Final Match〉                | 1:48      |
| 23.          | 〈The Cobra and the Mongoose〉 | 1:19      |
| 24.          | 〈Time Out〉                   | 1:35      |
| 25.          | 〈No Mercy〉                   | 1:14      |
| 26.          | 〈Miyagi's Tomb〉              | 2:42      |
| 27.          | 〈The New Champion〉           | 1:37      |
| 28.          | 〈King Cobra〉                 | 1:37      |
| 총 재생 시간 | 총 재생 시간                   | 43:53     |

### 시즌 2
전체 작곡: 리오 비런버그, 잭 로빈슨 (세라 댈린, 시본 파히, 케런 우드워드, 스티브 졸리, 토니 스웨인이 쓴 "Cruel Summer" 제외)
| #            | 제목                                                    | 재생 시간 |
| ------------ | ------------------------------------------------------- | --------- |
| 1.           | 〈Miyagi-Do Fix-Up〉                                    | 2:33      |
| 2.           | 〈Snake Fight〉                                         | 2:19      |
| 3.           | 〈The Wheel Technique〉                                 | 1:54      |
| 4.           | 〈Like a Dance〉                                        | 3:12      |
| 5.           | 〈The Internet〉                                        | 1:25      |
| 6.           | 〈I Got Old〉                                           | 2:53      |
| 7.           | 〈An Old Friend〉                                       | 1:25      |
| 8.           | 〈Shochu-Geiko〉                                        | 1:24      |
| 9.           | 〈Tory with a Y〉                                       | 1:58      |
| 10.          | 〈Furious Hawk〉                                        | 1:11      |
| 11.          | 〈Medal of Honor〉                                      | 1:24      |
| 12.          | 〈Into the Snake Pit〉                                  | 2:26      |
| 13.          | 〈Military Exercise – Who's Gonna Break〉               | 2:13      |
| 14.          | 〈New Students〉                                        | 0:59      |
| 15.          | 〈Fatherly Advice〉                                     | 1:48      |
| 16.          | 〈Mall Fight〉                                          | 1:39      |
| 17.          | 〈You're the Champ〉                                    | 1:34      |
| 18.          | 〈We Are All Miyagi-Do〉                                | 2:48      |
| 19.          | 〈Busted〉                                              | 0:49      |
| 20.          | 〈Worthy Opponent〉                                     | 2:12      |
| 21.          | 〈Kan-Geiko〉                                           | 1:04      |
| 22.          | 〈Sam and Robby〉                                       | 1:24      |
| 23.          | 〈Mercy and Honor〉                                     | 2:23      |
| 24.          | 〈Apartment Skirmish〉                                  | 1:06      |
| 25.          | 〈Black Paint on a White Wall〉                         | 1:40      |
| 26.          | 〈I'm Coming for You, Bitch〉                           | 1:38      |
| 27.          | 〈Hallway Hellscape〉                                   | 3:37      |
| 28.          | 〈Scale the School〉                                    | 0:51      |
| 29.          | 〈Hawk's Prey〉                                         | 1:29      |
| 30.          | 〈Rematch〉                                             | 2:08      |
| 31.          | 〈Fallen Soldier〉                                      | 2:39      |
| 32.          | 〈Voicemail〉                                           | 1:00      |
| 33.          | 〈In It No Matter What〉                                | 1:39      |
| 34.          | 〈It Belongs to Me〉                                    | 3:20      |
| 35.          | 〈Cruel Summer〉 (Kari Kimmel)                          | 2:25      |
| 36.          | 〈Hawk's Tattoo〉 (CD exclusive bonus track)            | 1:51      |
| 37.          | 〈Comic Store〉 (CD exclusive bonus track)              | 1:15      |
| 38.          | 〈Make a Move〉 (CD exclusive bonus track)              | 0:30      |
| 39.          | 〈Cement Truck〉 (CD exclusive bonus track)             | 0:43      |
| 40.          | 〈Awkward〉 (CD exclusive bonus track)                  | 0:39      |
| 41.          | 〈Lifting the Rock〉 (CD exclusive bonus track)         | 0:47      |
| 42.          | 〈The Lull Between Battles〉 (CD exclusive bonus track) | 1:32      |
| 43.          | 〈Coyote Creek〉 (CD exclusive bonus track)             | 0:48      |
| 44.          | 〈Rehab〉 (CD exclusive bonus track)                    | 1:59      |
| 45.          | 〈Miyagi-Do Commercial〉 (CD exclusive bonus track)     | 0:50      |
| 총 재생 시간 | 총 재생 시간                                            | 78:08     |

### Cobra Kai: Wax Off - EP
전체 작곡: 리오 비런버그, 잭 로빈슨
| #            | 제목                                    | 재생 시간 |
| ------------ | --------------------------------------- | --------- |
| 1.           | 〈Quiver - Extended〉                   | 3:51      |
| 2.           | 〈Cobra Guy - Extended〉                | 2:31      |
| 3.           | 〈A Badass Name for a Dojo - Extended〉 | 3:02      |
| 4.           | 〈Sam and Robby - Extended〉            | 4:20      |
| 총 재생 시간 | 총 재생 시간                            | 13:45     |